# Behrouz Sebt Rasoul
Behrouz Sebt Rasoul (Perzisch: بهروز سبط رسول; Teheran, 7 juli 1970) is een onafhankelijke Iraanse filmregisseur, scenarioschrijver, producent, editor, fotograaf, muzikant en auteur van twee romans.

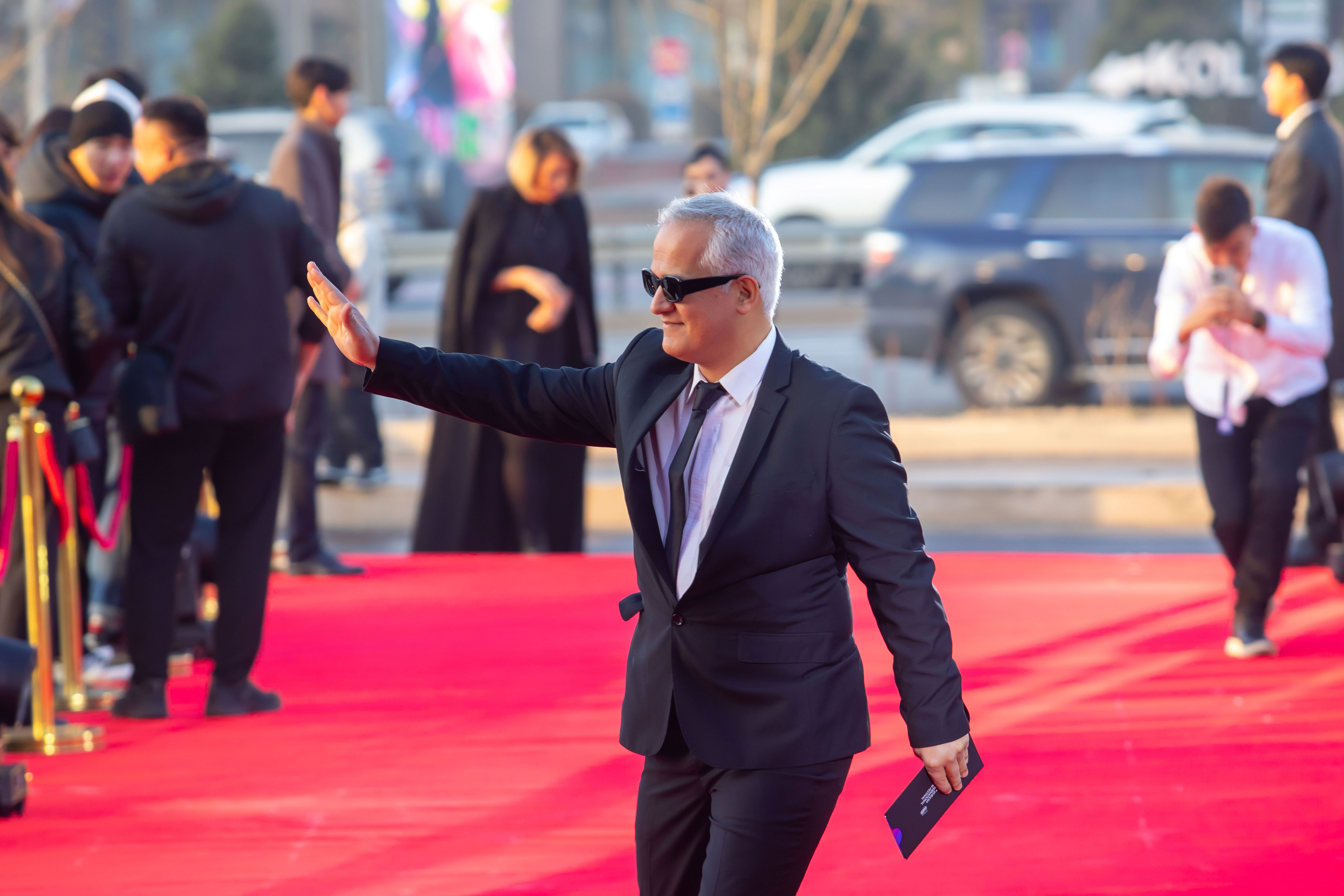
Behrouz Sebt Rasoul

## Loopbaan
Hoewel hij afstudeerde in industriële techniek aan de Kharazmi Universiteit, lag zijn ware passie altijd bij de cinema.
In 2013 richtte hij het productiebedrijf Nama Film op. Hij maakte talrijke documentaires, waaronder een natuurdocumentaire en 28 afleveringen over natuur, die internationaal erkenning kregen.
In 2023 regisseerde hij de speelfilm Melody, die officieel werd geselecteerd als de inzending van Tadzjikistan voor de Academy Awards 2025 in de categorie Beste Internationale Film.

## Filmografie
- 2012 – The Singer In Love – Documentaire, 30 min
- 2014 – The Flight Melody – Fictie, 45 min
- 2015 – Identity – Fictie, 75 min
- 2016 – The Hidden Way – Fictie, 45 min
- 2018–2020 – The Most Ancient Land – Documentaire, 1200 min
- 2020 – No Rain Without Bear – Documentaire
- 2021 – Before Eleven – Fictie, 90 min
- 2022 – Between Two Homes – Documentaire, 62 min
- 2023 – Melody – Fictie, 85 min, Tadzjikistan/Iran

## Prijzen en nominaties
| Prijs/Festival                                | Jaar           | Film/personage      | Resultaat                                                             | Referentie(s) |
| --------------------------------------------- | -------------- | ------------------- | --------------------------------------------------------------------- | ------------- |
| Academy Awards – Beste internationale film    | 2025           | Melody              | Inzending van Tadzjikistan                                            | [ 3 ]         |
| IFFI Goa – Cinema of the World                | 2023           | Melody              | Eerste internationale vertoning                                       | [ 1 ]         |
| Chennai International Film Festival           | 2023           | Melody              | Vertoning – World Cinema                                              | [ 1 ]         |
| Keswick Film Festival                         | 2024           | Melody              | Competitieve sectie                                                   | [ 1 ]         |
| Fajr International Film Festival              | 2024           | Melody              | Competitieve sectie                                                   | [ 1 ]         |
| Imagineindia Film Festival – Madrid           | 2024           | Melody              | Winnaar: Beste DOP, Muziek, Decor – Nominaties: Beste actrice, geluid | [ 1 ]         |
| Iranian Film Festival Zurich                  | 2024           | Melody              | Competitieve sectie                                                   | [ 1 ]         |
| Silk Road International Film Festival – China | 2024           | Melody              | Panorama sectie                                                       | [ 1 ]         |
| Izmir Film & Music Festival                   | 2024           | Melody              | Winnaar: Beste originele muziek                                       | [ 4 ]         |
| Duhok International Film Festival             | 2024           | Melody              | Competitieve sectie                                                   | [ 5 ]         |
| Eurasia Film Festival                         | 2024           | Melody              | Competitieve sectie                                                   | [ 1 ]         |
| Rain International Nature Film Festival       | 2024           | Melody              | Competitieve sectie                                                   | [ 1 ]         |
| Dhaka International Film Festival             | 2025           | Melody              | Winnaar: Beste actrice (Diman Zandi)                                  | [ 1 ]         |
| Cinémathèque Australië                        | 2025           | Melody              | Vertoning                                                             | [ 1 ]         |
| Cine Club Persan – Genève                     | 2025           | Melody              | Vertoning                                                             | [ 1 ]         |
| Vertoning in Cannes Cinéma / Frankrijk        | september 2025 | Behrouz Sebt Rasoul | speciale vertoning                                                    | [ 6 ] [ 7 ]   |

## Toekomstige vertoningen
In september 2025 wordt de film Melody (2023) van Behrouz Sebt Rasoul vertoond als onderdeel van het culturele evenement Les Jeudis de Cannes Cinéma – Zoom sur le cinéma iranien, georganiseerd door de stad Cannes in het kader van het programma Saison Cannes Cinéma 2025–2026.